# Ellinors bröllop
Ellinors bröllop är en svensk film från 1996 med regi och manus av Henry Meyer. I filmen gjorde Jonas Malmsjö sin första filmroll, och i övriga roller ses bland andra Fanny Risberg, Ivan Mathias Petersson och Gustaf Hammarsten.

## Handling
Ellinor och Peter var under de tidiga tonåren ett par, och Ellinor står nu i begrepp att gifta sig med en annan man. Peter får en inbjudan till hennes bröllop, som han tolkar som ett rop på hjälp. Han bestämmer sig för att rädda Ellinor.

## Om filmen
Inspelningen ägde rum mellan juni och augusti 1995 i Stockholm med omnejd. Producent var Peter Kropénin och fotograf Sten Holmberg. Filmen premiärvisades den 8 november 1996 på flera biografer runt om i Sverige. 1997 utkom den på video, och 2000 visades den av TV4. Den har därefter sänts bland annat på SVT i december 2024.
Filmen fick ett övervägande negativt mottagande hos kritikerna.
Ellinors bröllop visades i SVT i december 2024.

## Rollista
- Fanny Risberg – Ellinor
- Jonas Malmsjö – Peter
- Ivan Mathias Petersson – Göran
- Gustaf Hammarsten – Richard
- Ewa Fröling – Inger
- Allan Svensson – Lennart
- Emelie Rosenqvist	– Ellinor, 13 år
- Oscar Eriksson – Peter, 13 år
- Alexandra Rapaport – Sofia
- Sten Ljunggren – Richards pappa
- Helena Kallenbäck	– Richards mamma
- Melinda Kinnaman – Maria
- Mikael Persbrandt	– C-O
- Jonas Falk – prästen
- Björn Eriksson – filosofiläraren
- Göran Engman – alkoholisten
- Carina Johansson – Lena
- Camilla Hellquist	– Cilla
- Helena af Sandeberg – tjej på disco
- Gudrun Lindén	– sångerskan